# Norops rhombifer
Norops rhombifer este o specie de șopârle din genul Norops, familia Polychrotidae, descrisă de Boulenger 1894. Conform Catalogue of Life specia Norops rhombifer nu are subspecii cunoscute.